# شهرستان نووآنینیسکی
شهرستان نووآنینیسکی (به لاتین: Novoanninsky District) یک شهرستان در روسیه است که در استان ولگوگراد واقع شده‌است.